# Муамаду Дабо
Муамаду Дабо (фр. Mouhamadou Dabo, нар. 28 листопада 1986, Дакар) — французький футболіст сенегальського походження, захисник клубу «Кан».
Значну частину кар'єри провів у складі «Сент-Етьєна», вихованцем якого і є. Крім того виступав за іспанську «Севілью» та французький «Ліон», а також молодіжну збірну Франції.

## Клубна кар'єра
Народився 28 листопада 1986 року в Дакарі. Вихованець сенегальського футбольного клубу «Єгго» (Дакар). 2000 року опинився в системі підготовки «Сент-Етьєна». Дебютував в першій команді 7 травня 2005 року в матчі Ліги 1 проти клубу «Тулузи»
. 18 вересня 2008 року захисник вперше зіграв у матчі Кубка УЄФА. Він вийшов на гру проти тель-авівського «Хапоеля» в стартовому складі, а в другому таймі був замінений на Давіда Соже.
. Всього за час виступів в «Сент-Етьєні» Муамаду Дабо зіграв за команду в Лізі 1 115 матчів та забив один гол (21 вересня 2008 року в ворота «Парі Сен-Жермена»).
Навесні 2010 року зацікавленість в переході Дабо виявляв німецька клуб «Кельн»
. Однак місяць по тому було оголошено про перехід захисника в іспанську «Севілью»
. Захисник вперше зіграв за новий клуб 14 серпня 2010 року в матчі Суперкубка Іспанії проти «Барселони».
Незважаючи на чотирирічний контракт з «Севільєю», Дабо виступав у клубі лише один сезон, провівши за цей час 37 матчів у різних турнірах. Влітку 2011 року футболіст повернувся до Франції, ставши гравцем ліонського «Олімпіка». Дабо дебютував за «ткачів» 18 вересня 2011 року в матчі Ліги 1 проти «Марселя», замінивши на 87-й хвилині зустрічі Клемана Греньє.
У складі «Ліона» 2012 року захисник став володарем кубка та суперкубка Франції, а також фіналістом кубка ліги. Наразі встиг відіграти за команду з Ліона 51 матч в національному чемпіонаті.

## Виступи за збірну
Муамаду Дабо з 2007 по 2008 рік виступав за молодіжну збірну Франції. За цей час захисник провів за команду 17 матчів. У своїй останній грі за «молодіжку», 10 жовтня 2008 року проти однолітків з Німеччини, Дабо вийшов на поле з капітанською пов'язкою.

## Титули і досягнення
- Володар Кубка Франції (1):

«Ліон»: 2011-12
- Володар Суперкубка Франції (1):

«Ліон»: 2012